# Tomate Marmande
Pour les articles homonymes, voir Marmande.
La tomate Marmande est une variété de tomate (Solanum lycopersicum), issue de la région de Marmande en Lot-et-Garonne (France). 
La tomate de Marmande fait référence à une production de tomate originaire du territoire marmandais. Il existe depuis 2020, une marque collective déposée à l'Institut national de la propriété industrielle (INPI) valorisant ce produit du terroir . 

## Histoire

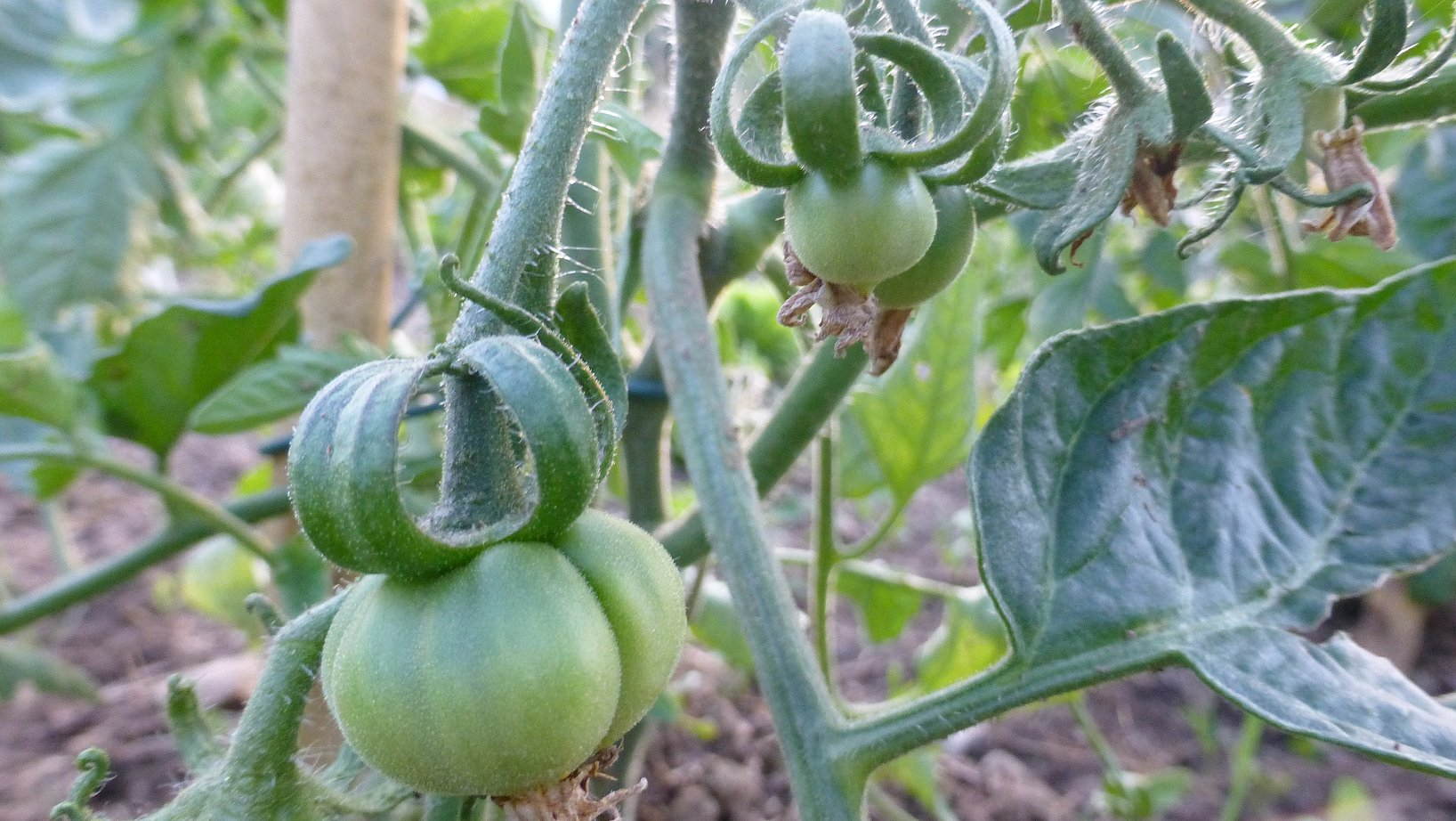
Marmande : croisement de la pondorosa et de la mikado.

En 1750, la tomate venue des Amériques et d'abord acclimatée en Europe dans les jardins espagnols et dans le sud de la France puis dans le reste de l'Europe. L’essor de la tomate dans le bassin marmandais résulte de l’épidémie de phylloxéra de 1863. Frédéric Zégierman explique : « Dès 1910, conscients de la nécessité d’arriver tôt sur les marchés de consommation, les producteurs privilégient les variétés « hâtives » et, ce serait par hybridation naturelle que la merveille des marchés, la pondorosa et la mikado auraient donné naissance, après adaptation au climat et au sol, à la tomate de Marmande,. »

## Commercialisation
C'est un Marmandais, Pierre Gautriaud, horticulteur-pépiniériste, qui le premier constata que s'il entrepiquait ses plants de tomate rampante, il pouvait obtenir une tomate de qualité supérieure qui supportait sans problème le transport. La production commerciale de tomates fut dès lors amorcée.

## Caractéristiques
- Couleur : rouge.

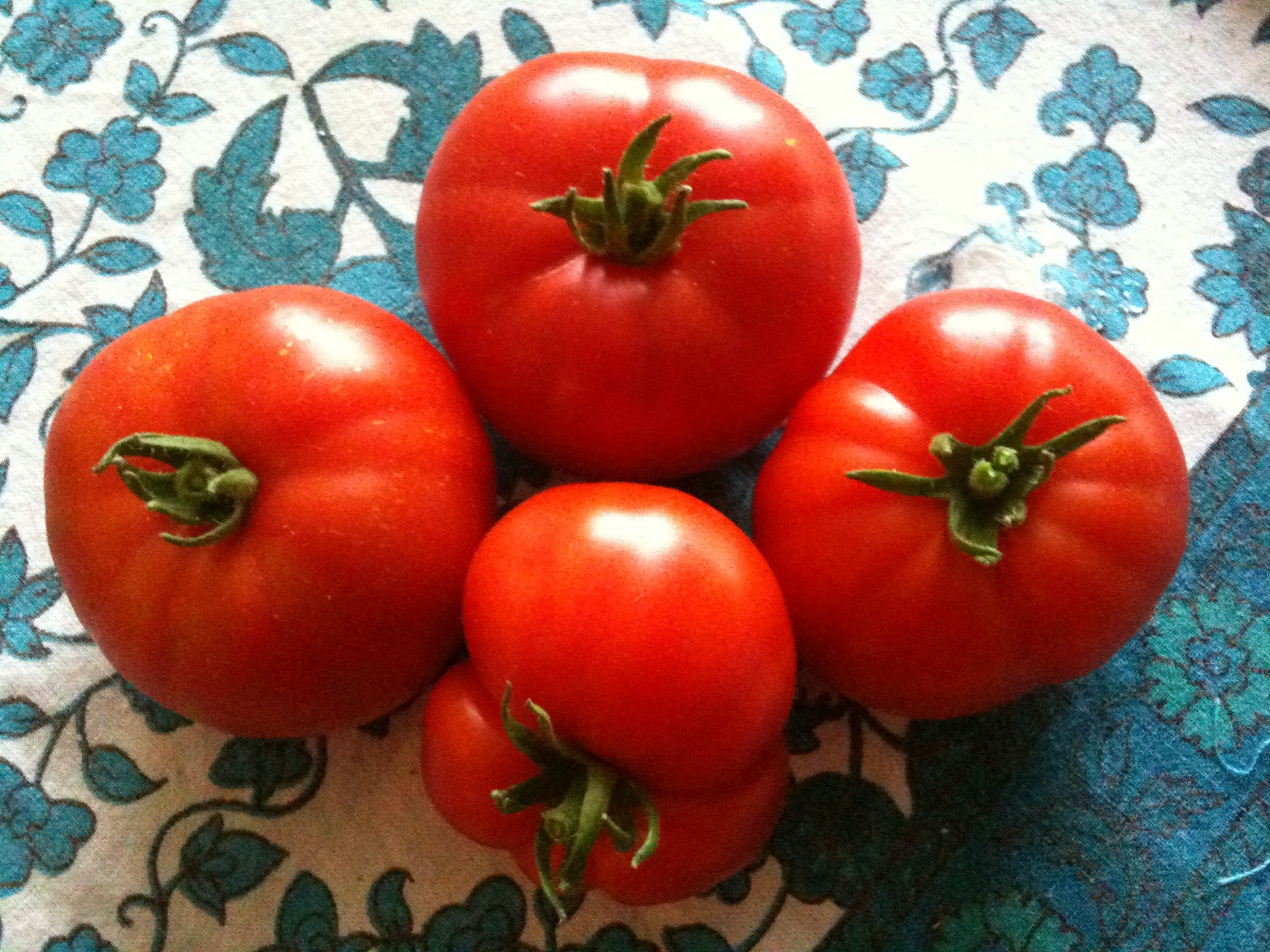
Marmandes.

- Morphologie : tomate de taille moyenne, plate, côtelées et parfois irrégulière, incurvée au pédoncule. Pèse de 150 à 300 grammes, calibre 67 à 85 mm. Grappes de 4 à 5 fruits.
- Chair : pleine, consistante et très parfumée. Résiste peu à l’éclatement une fois arrivée à maturité.
- Goût : sucré, parfumé.
- Port : plant vigoureux, productif.
- Rusticité : forme ses fruits même à température basse.
- Maturité : hâtive, 55 à 65 jours. Variété très précoce et très productive[6].

Cette variété précoce se cultive en serres, tunnels ou en plein champ abrité.
Contrairement à la variété Marmande, la marque Tomate de Marmande regroupe plusieurs segments de tomate : les allongés cœurs, les cornues, les côtelés rouge et les côtelés jaune. En effet, historiquement dans le Marmandais plusieurs types de tomates ont toujours été cultivées. La marque territoriale « Tomate de Marmande » est créée dans le but de redonner de la notoriété à ce produit historique et répondre ainsi au souhait de l'ensemble de la filière de se réunir sous une bannière commune.

## Usage alimentaire
Frédéric Zégierman indique « Fraîche, crue ou cuite, l’utilisation de la tomate de Marmande est variée : en cuisine, elle fait merveille en salade comme en tomate farcie. Les transformateurs, eux, en font des jus, purée, concentré. ».
La variété Marmande n'est pas utilisée par les transformateurs. Ils utilisent de la tomate d'industrie de plein champ, de variétés type cubique comme Pietrarossa, red sky, sailor, etc. Un transformateur utilisant des tomates provenant d'une parcelle se situant dans une commune de l'aire géographique de la marque et respectant le cahier des charges, pourra après habilitation apposer le logo de la marque Tomate de Marmande sur les produits.